# Vexillum adamsianum
Vexillum adamsianum is een slakkensoort uit de familie van de Costellariidae. De wetenschappelijke naam van de soort is voor het eerst geldig gepubliceerd in 1978 door Cernohorsky.